# Torvet (Hadsund)
 For alternative betydninger, se Torvet. (Se også artikler, som begynder med Torvet)
Torvet i Hadsund er byens centrale plads, beliggende ved byens gågade Storegade. På Torvet står der et springvand, fra 2004. I Torvets nordligste del ud mod Storegade er der placeret en stenfigur med hul igennem, lige øst for det ligger de såkaldte Borgerplader som er en markering af årets borger, skrevet på en sten, i en periode fra 1992-2010.
I forbindelse med Mariagerfjord Festuge afholdes der koncerter på torvet.

## Historie
Torvet var fra gammel tid byens handelsplads. Oprindeligt var der to tovepladser i Hadsund. Denne og Bankpladsen. Begge pladser tilhørte købmænd i byen. I 1896 købte Hadsund Håndværkerforening Torvet, der skænkede det til byen. Herved blev Torvet stillet gratis til rådighed for bønder og småhandlende, hvilket betød at Bankpladsen blev udkonkurreret som torveplads. På torvets sydvestlige hjørne ligger det tidligere Fjordhotel der er opført i 1906 som Hadsund Afholds- og Højskolehotel. Det var den gang et moderne hotel med 25 værelser, elektrisk lys, keglebane og teatersal. Bygningen anvendes i dag Big Ben Pub som driver pub og restaurant i den historiske bygning.

## Renovering af Torvet
Før 2003 var Torvet asfaltbelagt og blev hovedsageligt anvendt som vej og parkeringsplads med 13 p-pladser. På nordsiden var der pølsebod placeret mod terrænmuren. Byrådet ønskede at Torvet skulle renoveres, så det fremover blev en del af strøget (Storegade). Det var Byrådets ønske, at en renovering af Torvet iværksættes som et byfornyelsesprojekt, hvor Torvets karakter ændrer fra at være en gade med p-pladser til at være et offentligt areal til ophold, torvehandel og café. Lokalplanen blev vedtaget af byrådet den 20. januar 2003.
I 2001 blev vedtaget at byens gamle posthus på Torvet 5, skulle nedreves for at give mulighed for opførelse af etagebyggeri med indretning af butik, café eller lign. I stueetagen mod Torvet samt boliger i den øvrige del. Der skulle arbejdes med en ny lokalplan for en renovering at Torvet. Lokalplanen blev vedtaget af Hadsund Kommune den 9. juni 2000.

## Galleri
- Springvandet på Torvet.
- Stenfiguren med hul i.
- Trappen mellem Jacob Møllersgade og Torvet.
- Sejlet på Torvet.
- Torvet under Mariagerfjord Festuge i 2014.
- Kortskitse af Torvet i 1863, før afholdshotellet og posthuset blev bygget.
- Kortskitse af Torvet i 1955.